# Аверкиев, Василий Васильевич
Васи́лий Васи́льевич Аве́ркиев (28 июня 1853, Керчь, Таврическая губерния — 1918) — русский финансист и правовед, кандидат юридических наук, Керчь-Еникальский городской глава (1907—1916).

## Биография

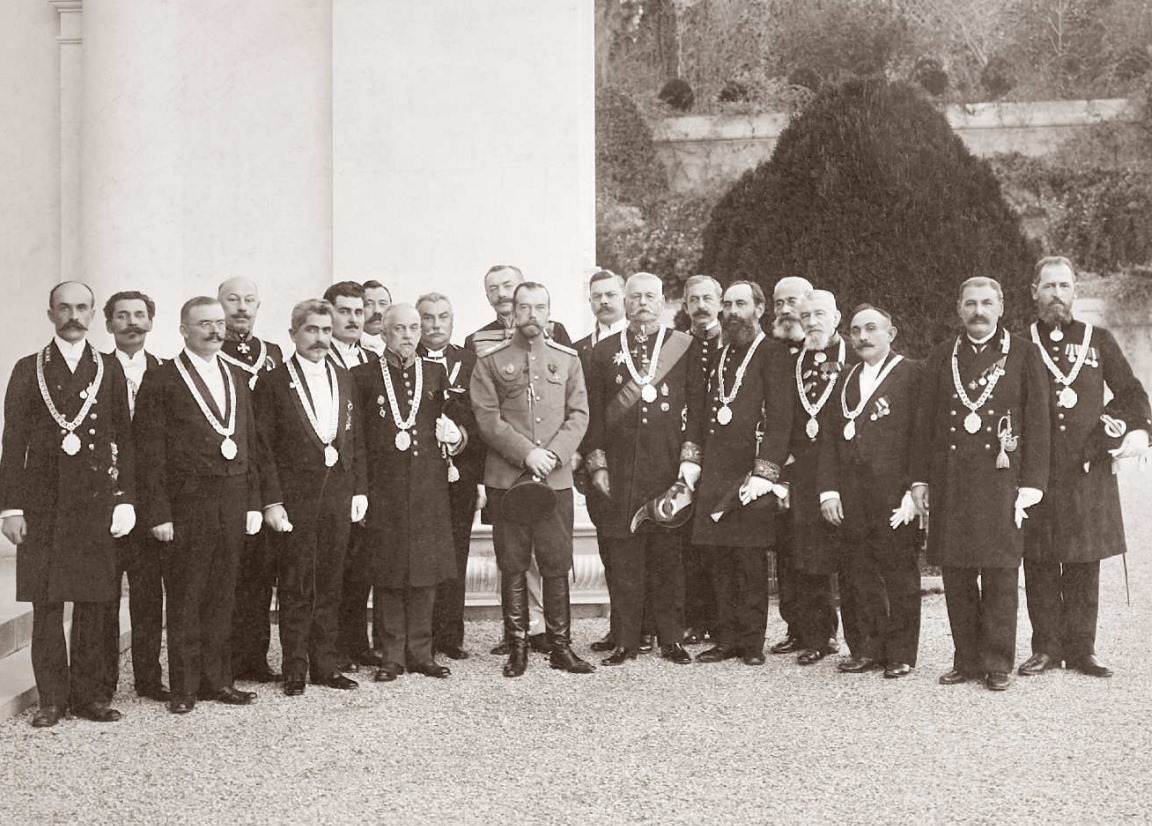
Высочайший приём городских голов Таврической губернии с Николаем II в Ливадийском дворце,. На снимке Аверкиев третий слева от Николая II.

Родился в Керчи. Сын потомственного почётного гражданина Василия Михайловича Аверкиева, мать — Анна Андреева. Брат Дмитрия Васильевича Аверкиева. Окончил Петровское коммерческое училище в 1864 году. В 1877 году получил учёную степень кандидата прав (юридических наук) в Императорском Санкт-Петербургском университете.
В 1884 году утверждён почётным мировым судьёй по Керченскому судебно-мировому округу. Секретарь Керченского коммерческого суда в 1885 году. Директор Керчь-Еникальского городского общественного банка. В 1908 году инициировал строительство железнодорожной ветки от станции Керчь до Керчинского порта. Проект получил отрицательную оценку в Министерстве путей сообщения, поэтому согласование проекта с министерством финансов заняло 6 лет и строительство было начато только 1914 году.
Городской голова Керчи в 1907—1916 годах.
9 (22) ноября 1913 года года присутствовал на высочайшем приёме городских голов Таврической губернии с Николаем II в Ливадийском дворце.

## Дети
Фёдор Васильевич Аверкиев (25 февраля 1894—24 февраля 1975), выпускник Керченской Александровской гимназии, Василий Васильевич Аверкиев (1892—1924), Надежда Головина (Аверкиева) (20 октября 1888—3 июля 1968), Анна Соколова (Аверкиева) (1884—1940).